# Tupoljev Tu-82
Tupoljev Tu-82 je bil sovjetski dvomotorni eksperimentalni bombnik iz 1940ih. Bil je prvi sovjetski reaktivni bombnik z gibljivmi krili. Prvič je poletel februaja leta 1949, na testih je dosegel hitrost 934 km/h in višino 14 000 metrov. Tu-82 ni vstopil v proizvodnjo. 

## Specifikacije (Tu-82)
- Posadka: 3
- Dolžina: 17,57 m (57 ft 8 in)
- Razpon kril: 17,81 m (58 ft 5 in)
- Površin kril: 45 m2 (484 ft2)
- Teža praznega letala: 9526 kg (21000 lb)
- Gros teža: 18340 kg (40430 lb)
- Pogon: 2 × Klimov VK-1, 26,5 kN potiska vsak

- Največja hitrost: 934 km/h (579 mph)
- Dolet: 2395 km (1493 milj)
- Višina leta (servisna): 11400 m (37392 ft)